# Starostwo straduńskie
Starostwo straduńskie – powstało w roku 1530 na północnym wschodzie od komturii Ełckiej we wsi Straduny. Znajdował się tam dwór, w którym w 1525 r. rezydował burgrabia zastępca starosty niegrodowego, a później, po reformie administracji państwowej w czasie reformacji, starostowie książęcy.

## Historia
Na przełomie XV i XVI wieku utworzono w Stradunach koło Ełku jednostkę administracyjną ze wschodniej części wójtostwa leckiego i puszczy przyległej do granicy litewskiej – komornictwo, które po roku 1525 przekształcono w starostwo. To nowe starostwo straduńskie obejmowało swym zasięgiem teren późniejszego powiatu oleckiego, północną część ełckiego i wschodnią – giżyckiego. Powiat Ełcki należał do terenów państwa zakonu krzyżackiego, które zasiedlone zostały stosunkowo późno. W okresie szczytowej potęgi Zakonu Krzyżackiego ziemie położone wzdłuż granicy wschodniej z Litwą znajdowały się w strefie nazywanej „Wielką Puszczą”. W połowie XIV wieku zapoczątkowano podział krainy pruskiej na mniejsze jednostki administracyjne tzw.: prokuratorie w której zarządzali prokuratorzy krzyżaccy. Pod koniec XV wieku zbudowano w Stradunach kościół pod wezwaniem św. Leonarda, który spłonął podczas pożaru w 1736 roku. Wojna polsko-krzyżacka w latach 1519-1521 spowodowała znaczne zniszczenie w okolicach komturii Ełckiej. W lutym 1520 r. wojska mazowieckie uderzyły na Ełk, zniszczyły szereg osad w okręgu ryńskim, a także dwór krzyżacki w Stradunach i okoliczne wsie.

## Obszar Starostwa straduńskiego
Granica pomiędzy starostwem straduńskim a łeckim (ełckim) przebiegała na północ od wsi Płowce, Liski, Jeziorowskie, Laśmiady, Oracze, Krokocie, Golubie, Mikołajki, Cybulki, Skomętno Wielkie, Długie, Krzyżewo, Ginie, Turowo i Zocie. Obszar, na którym założono wieś Straduny, stanowił domenę państwową podległą zakonnemu prokuratorowi. W roku 1475 wydzielono z domeny straduńskiej 60 włók oleckich z przeznaczeniem na założenie wsi czynszowej. Jej mieszkańcami byli Polacy. Większość nazw pochodzi od imion i nazwisk pierwszych osadników, wiele wsi powiela nazwy wsi z Mazowsza. W tym czasie powstawały dopiero nazwiska, a drobna szlachta i tak zwani wolni nazwiska brali od wsi, których byli właścicielami lub w których mieli grunty. W XV i XVI w. czasami nazwy wsi zmieniały się wraz ze zmiana właściciela lub wraz z podziałem i komasacją dóbr ziemskich.

## Starostowie straduńscy
Pierwszymi starostami w Stradunach, według historyka Maxa P. Toeppena, byli:
- Tomasz Kantzler, burgrabia straduński (1520)[2];
- Piotr Schwarz, burgrabia i starosta straduński (1526–1531);
- Kasper von Aulack (1532-1544), sprzedał na prawie chełmińskim ziemię pod wieś Golubki, Zawady Oleckie, Mieruniszki, Mazuchówka, Guty, Małe Olecko, Stare Juchy, Szczecinowo, Marlinowo;
- Michał von Eysack (1544-1548), starosta z Szestna;
- Krzysztof von Glaubitz (1548-1560);
- Wawrzyniec von Halle (1561-1567) który przeniósł starostwo straduńskie do miejscowości Olecko – starostwa oleckowskiego.